# Псалии
Пса́лии — часть древнего уздечного набора, пара вертикальных стержней, прикреплявшихся перпендикулярно к концам удил для закрепления их во рту верхового коня.
Самые древние псалии из кости и рога были обнаружены при раскопках синташтинской, потаповской и покровской культур. В их захоронениях обнаружены как сами псалии, так и жертвенники лошадей.
На следующем этапе развития появились бронзовые псалии. Наиболее древние из сохранившихся были обнаружены при раскопках в рамках майкопской археологической культуры, которая датируется концом IV тысячелетия до нашей эры.
Позднее, с начала I тысячелетия до нашей эры повсеместно появились и применялись железные псалии, в том числе они активно использовались скифами, сарматами и меотами.
В связи с увеличением размера уздечных колец, изобретением трензелей (мундштуков) псалии постепенно вышли из употребления.